# Hay El Hanaa
 (décembre 2011).
Si vous disposez d'ouvrages ou d'articles de référence ou si vous connaissez des sites web de qualité traitant du thème abordé ici, merci de compléter l'article en donnant les références utiles à sa vérifiabilité et en les liant à la section « Notes et références ».
Hay El Hanaa est le nom d'un des quartiers de Casablanca. Il se situe entre Hay El Hassani, CIL, Aïn Diab et boulevard Ghandi. Le quartier est constitué de villas et est limité au sud par le boulevard Sidi Abd Errahmane, au nord par le boulevard Ghandi, à l'est par le boulevard Ibnou Sina et à l'ouest par le boulevard Abdelkrim Khettabi.